# Adolf Mussafia
Adolf Mussafia, född 15 februari 1835, död 7 juni 1905, var en italiensk romanist.
Mussafia kom 1852 till Wien för att studera medicin men fick mera smak för filologi och skrev 1855 sin första filologiska uppsats. Han blev 1860 extra ordinarie och 1867 ordinarie professor i romanska språk vid Wiens universitet. Som sådan utövade, han, trots ett svårt ryggmärgslidande, en oavlåtlig och särdeles fruktbringande verksamhet både genom undervisning och vetenskaplig produktion. Denna bestod huvudsakligen av mindre avhandlingar och recensioner, alla av stor betydelse. 
Bland större verk märks Handschriftliche Studien (1862-70), Studien zu den mittelalterlichen Marienlegenden (1886-91), Zur Präsensbildung im romanischen (1883), flera avhandlingar om norditalienska dialekter, Italienische Sprachlehre (1860, 32:a upplagan 1925). På sin 70-årsdag hyllades Mussafia med en festskrift, Bausteine zur romanischen Philologie.